# Spathovoúni
Spathovoúni (Spathovouni) är en ort i Grekland.   Den ligger i prefekturen Nomós Korinthías och regionen Peloponnesos, i den sydöstra delen av landet, 80 km väster om huvudstaden Aten. Spathovoúni ligger 159 meter över havet och antalet invånare är 357.
Terrängen runt Spathovoúni är huvudsakligen kuperad, men den allra närmaste omgivningen är platt. Runt Spathovoúni är det ganska glesbefolkat, med 24 invånare per kvadratkilometer. Närmaste större samhälle är Korinth, 16,4 km nordost om Spathovoúni. 